# Samantha Smith (Schauspielerin, 1969)

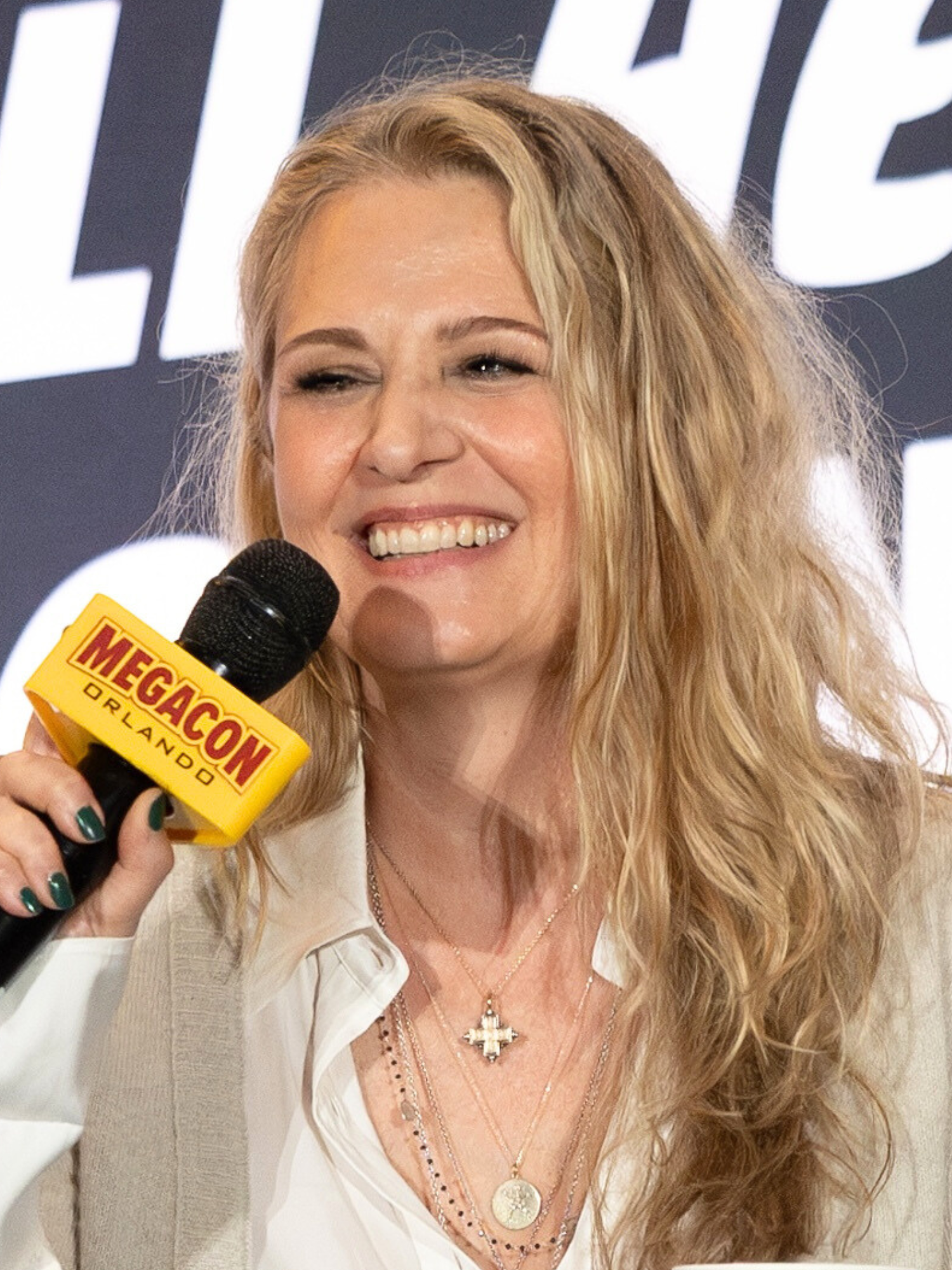
Samantha Smith (2025)

Samantha A. „Sam“ Smith (* 4. November 1969 in Sacramento, Kalifornien) ist eine US-amerikanische Schauspielerin. Sie ist vor allem für ihre wiederkehrende Rolle als Mary Winchester in der CW-Serie Supernatural bekannt. Seit 1996 war sie in mehr als 50 Film- und Fernsehproduktionen zu sehen.

## Karriere
Als Teenager sammelte Samanta Smith erste Erfahrungen als Model. Erste Auftritte hatte sie 1996 im Film Jerry Maguire – Spiel des Lebens und in der Fernsehserie Seinfeld. Seit dem Jahr 2005 ist sie wiederkehrend in der Rolle der Mary Winchester, der Mutter der beiden Hauptfiguren Sam und Dean Winchester, in der Serie Supernatural zu sehen. Smith ist immer wieder in zumeist kleineren Rollen in Episoden einzelner Fernsehserien und in Filmen zu sehen.

## Filmografie (Auswahl)

### Serie
- 1996: Seinfeld (1 Episode)
- 1997: Überflieger (Wings, 1 Episode)
- 1997: Pretender (The Pretender, 1 Episode)
- 1998: Palm Beach-Duo (Silk Stalkings, 1 Episode)
- 1998: Pacific Blue – Die Strandpolizei (Pacific Blue, 1 Episode)
- 1998: Caroline in the City (2 Episoden)
- 1998: Buddy Faro (1 Episode)
- 1999: Gold Feet (1 Episode)
- 1999: Friends (1 Episode)
- 1998–1999: Ein Zwilling kommt selten allein (Two of a Kind, 5 Episoden)
- 1999: Family Law (2 Episoden)
- 1999–2000: New York Life (2 Episoden)
- 1999–2000: Profiler (4 Episoden)
- 2000: Bull (1 Episode)
- 2000: Cursed (1 Episode)
- 1996–2000: Nash Bridges (2 Episoden)
- 2001: Dark Angel (1 Episode)
- 2001: Just Shoot Me – Redaktion durchgeknipst (Just Shoot Me!, 1 Episode)
- 2002: Watching Ellie (1 Episode)
- 2002: Philly (1 Episode)
- 2002: Presidio Med (1 Episode)
- 2004: Lady Cops – Knallhart weiblich (The Division, 1 Episode)
- 2004: New York Cops – NYPD Blue (NYPD Blue, 1 Episode)
- 2005–2020: Supernatural
- 2006: Monk (1 Episode)
- 2007: Criminal Minds (1 Episode)
- 2009: Trust Me (1 Episode)
- 2010: Dr. House (House, M.D., 1 Episode)
- 2012: Navy CIS: L.A. (1 Episode)
- 2014: Intelligence (1 Episode)
- 2014: The Mentalist (1 Episode)
- 2015: Rizzoli & Isles (2 Episoden)
- 2015: Con Man (2 Episoden)

### Film
- 1996: Jerry Maguire – Spiel des Lebens (Jerry Maguire)
- 1998: The Truth About Juliet
- 1999: Gefahr aus der Tiefe – Die Vorboten der Hölle (Avalon: Beyond the Abyss, Fernsehfilm)
- 2000: Good Vibrations – Sex vom anderen Stern (What Planet Are You From?)
- 2000: Noriega – Gottes Liebling oder Monster? (Noriega: God's Favorite, Fernsehfilm)
- 2002: Fidel (Fernsehfilm)
- 2002: Im Zeichen der Libelle (Dragonfly)
- 2007: McBride: Dogged (Fernsehfilm)
- 2007: Liebe erhellt die Nacht (Love's Unending Legacy, Fernsehfilm)
- 2007: Transformers
- 2007: Liebe wagt neue Wege (Love's Unfolding Dream, Fernsehfilm)
- 2010: The Chosen One
- 2012: The Producer (Fernsehfilm)
- 2017: Stephanie – Das Böse in ihr (Stephanie)